# Anthophora tuberculilabris
Anthophora tuberculilabris är en biart som beskrevs av Dours 1869. Anthophora tuberculilabris ingår i släktet pälsbin, och familjen långtungebin. Inga underarter finns listade i Catalogue of Life.